# Bathelia
Bathelia  is een geslacht van koralen uit de klasse van de Anthozoa (bloemdieren).

## Soort
- Bathelia candida Moseley, 1881